# Pino de Bureba
Pino de Bureba es una localidad del municipio burgalés de Oña, en la Comunidad Autónoma de Castilla y León (España). 
La iglesia está dedicada a san Martín obispo.

## Localidades limítrofes
Confina con las siguientes localidades:
- Al noreste con Oña y Penches.
- Al sur con Cornudilla.
- Al suroeste con Salas de Bureba.
- Al oeste con Castellanos de Bureba.
- Al noroeste con Terminón y Bentretea.

## Demografía
| Gráfica de evolución demográfica de Pino de Bureba entre 1842 y 1970 |
| |
| Población de derecho según los censos de población del INE. Población de hecho según los censos de población del INE.Entre el censo de 1857 y el anterior, crece el término del municipio porque incorpora a Castellanos de Bureba. Entre el censo de 1981 y el anterior, este municipio desaparece porque se integra en el municipio Oña. |

Evolución de la población
| Gráfica de evolución demográfica de Pino de Bureba entre 2000 y 2017 |
|                                                                      |
| Población de derecho (2000-2017) según el padrón municipal del INE   |

## Historia
Así se describe a Pino de Bureba en el tomo XIII del Diccionario geográfico-estadístico-histórico de España y sus posesiones de Ultramar, obra impulsada por Pascual Madoz a mediados del siglo XIX:

Villa con ayuntamiento en la provincia, diócesis, audiencia territorial y capitanía general de Burgos (9 leguas), partido judicial de Briviesca (4); situada en llano y al pie de una sierra, con buena ventilación y clima saludable. Tiene 42 casas mal construidas; la del ayuntamiento, que sirve de escuela de ambos sexos concurrida por 23 y dotada con 21 fanegas de trigo; una iglesia parroquial (San Martín) servida por un cura párroco y un sacristán, y un cementerio en los afueras de la población; los habitantes se surten para beber y demás usos, de las aguas de un arroyo que desciende de la sierra titulada del Abad de Oña. Confina el término N Oña; E Cornudilla; S Laparte, y O Castellanos. El terreno, generalmente hablando, es llano, delgado, arenoso y bastante fértil; a la parte septentrional y en la falda de dicha sierra se encuentra un monte poblado de pinos y carrascos de robles. El expresado arroyo, sobre el cual existe un pontón de piedra, corre inmediato al pueblo y a la legua de su nacimiento desagua en el río Oca, que pasa también por el término. Caminos: además de los locales que son todos de ruedas, hay la carretera que desde Cubo dirige a las montañas de Santander. La correspondencia se recibe de Poza por los mismos interesados. Producciones: trigo, cebada, centeno, maíz, legumbres, vino y bastantes frutas; ganado lanar, cabrío, yeguar de vientre y vacuno; caza de perdices, liebres y codornices, y pesca de truchas, barbos, anguilas y otros peces pequeños. Industria: la agrícola y un molino harinero. Población: 30 vecinos, 116 almas. Capital productivo: 209.220. Imponible: 21.660. Contribución: 2.163 reales 13 maravedíes.
Diccionario geográfico-estadístico-histórico de España y sus posesiones de Ultramar